# 애스턴 마틴 밴티지 GT4
애스턴 마틴 밴티지 GT4(영어: Aston Martin Vantage GT4)는 애스턴 마틴에서 애스턴 마틴 밴티지를 베이스로 제작된 스포츠 레이싱 카이다.

## 개발

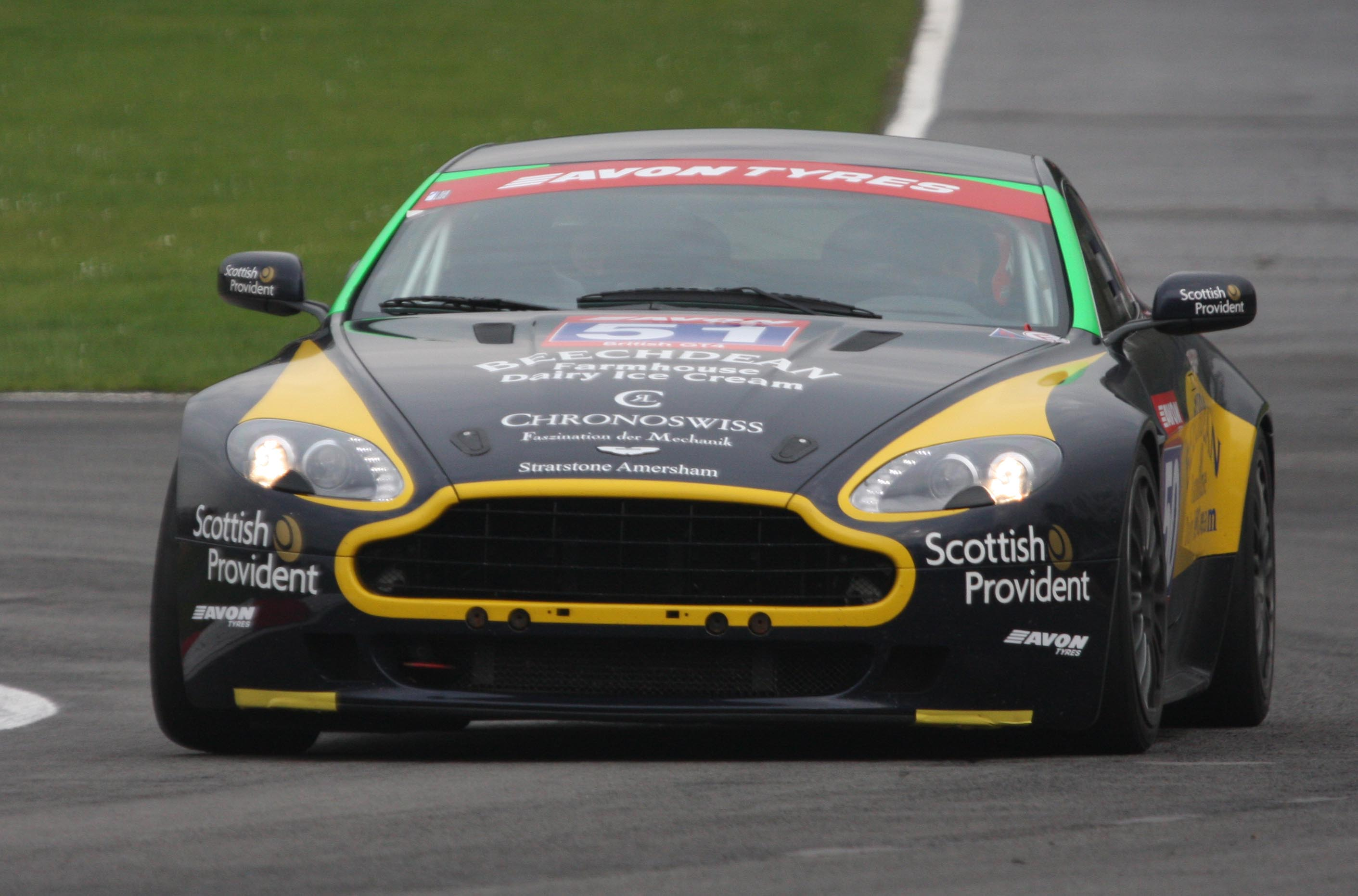
애스턴 마틴 밴티지 GT4